# St. Clairsville (Ohio)
St. Clairsville es una ciudad ubicada en el condado de Belmont en el estado estadounidense de Ohio. En el Censo de 2010 tenía una población de 5184 habitantes y una densidad poblacional de 821,32 personas por km².

## Geografía
St. Clairsville se encuentra ubicada en las coordenadas 40°4′42″N 80°53′57″O / 40.07833, -80.89917. Según la Oficina del Censo de los Estados Unidos, St. Clairsville tiene una superficie total de 6.31 km², de la cual 6.26 km² corresponden a tierra firme y (0.78%) 0.05 km² es agua.

## Demografía
Según el censo de 2010, había 5184 personas residiendo en St. Clairsville. La densidad de población era de 821,32 hab./km². De los 5184 habitantes, St. Clairsville estaba compuesto por el 94.68% blancos, el 2.78% eran afroamericanos, el 0.06% eran amerindios, el 1% eran asiáticos, el 0% eran isleños del Pacífico, el 0.29% eran de otras razas y el 1.2% pertenecían a dos o más razas. Del total de la población el 0.71% eran hispanos o latinos de cualquier raza.